# Mâu
Mâu là tên một loại vũ khí lạnh, phát triển từ thương mà ra. Mâu có cán dài, mũi nhọn bằng kim loại. Khác với thương, mũi mâu thường có hình thù kỳ dị. Phía sau mũi có thể có một số gút nút hoặc uốn lượn dích dắc để tăng hiệu quả sát thương. Trong các loại mâu, biết đến nhiều nhất là xà mâu, có mũi mâu uốn éo giống hình con rắn. Phép dùng mâu chủ yếu là đập, đâm, chọc ngoài ra còn có nhiều kỹ năng khác tùy theo hình dạng của mũi mâu.